# ERS-403
A ERS-403 é uma rodovia estadual do Rio Grande do Sul que liga as cidades de Rio Pardo e  Cachoeira do Sul, com 62 quilômetros de extensão. Além ligação entre os municípios, que permite conexão com Porto Alegre, a rodovia também possui importância estratégica para o escoamento dos produtos do agronegócio dessas cidades ao Porto de Rio Grande.
Durante o governo de Alceu Collares, de 1991 a 1995, foram iniciadas obras de pavimentação da rodovia que, em 2022, ainda não haviam sido concluídas. O responsável pela pavimentação é o DAER. As más condições da estrada - tanto das vias pavimentadas quanto daquelas que não receberam asfalto - são apontadas como causa de acidentes recorrentes.